# Penelope Curtis
Penelope Curtis (Londres, 1961) es una historiadora y curadora de arte británica. Fue directora de la Tate Britain (2010-2015) y del  Museu Calouste Gulbenkian de Lisboa (2015-2020). Es autora de varias monografías sobre escultura y ha escrito extensamente por invitación de artistas contemporáneos.

## Biografía
Aunque nació en Londres, se crio en Glasgow. Allí asistió durante su infancia a una escuela pública y se licenció en Historia Moderna en el Corpus Christi College de la Universidad de Oxford (1982). Se doctoró en escultura francesa posterior a Rodin, concretamente en Antoine Bourdelle y la Escultura Monumental, en el Instituto de Arte Courtauld (Londres).
En 1994, asumió el liderazgo de la colección de esculturas del Instituto Henry Moore en Leeds y pasó a dirigir la Galería de Arte Tate Britain en 2010.
En marzo de 2015, se anunció que Curtis dejaría la Tate Britain en Londres después de cinco años al mando. Aunque Curtis había tenido que enfrentarse a algunos problemas, atribuidos por el historiador del arte Nicholas Serota y algunos de sus colegas portugueses a la misoginia, ese no fue el motivo de su partida. En parte, la razón de su marcha estaba relacionada con su preocupación porque las exposiciones tengan un atractivo popular para generar ingresos y equilibrar las cuentas, dada la política nacional de entrada gratuita a los museos. Con todo, la razón principal fue la oportunidad de administrar el Museo Calouste Gulbenkian, un museo de propiedad privada. Aunque este museo atrajo a poco más de la mitad de los visitantes del Tate Britain, tenía diez curadores y estaba apoyado por una fundación grande y generosa.
Curtis comenzó a dirigir el Museo Calouste Gulbenkian en 2016, siendo el primer extranjero en asumir este cargo, con la misión principal de reunir la colección de arte moderno del adyacente Centro de Arte Moderna, con la colección de seis mil objetos del museo, utilizando el desafío de integrar la colección islámica reunida de varios países árabes en una nueva "galería de cruce" en 2018. Según Curtis, esta nueva galería será el primer cambio sustancial en el museo desde 1969.
Para Curtis, los museos "son espacios para la discusión y la reflexión y por ello no solo deben ofrecer siempre piezas agradables para el público". El museo debería ser el hogar de cada visitante, un lugar seguro donde puedan expresar sus opiniones como no harían en otros sitios.

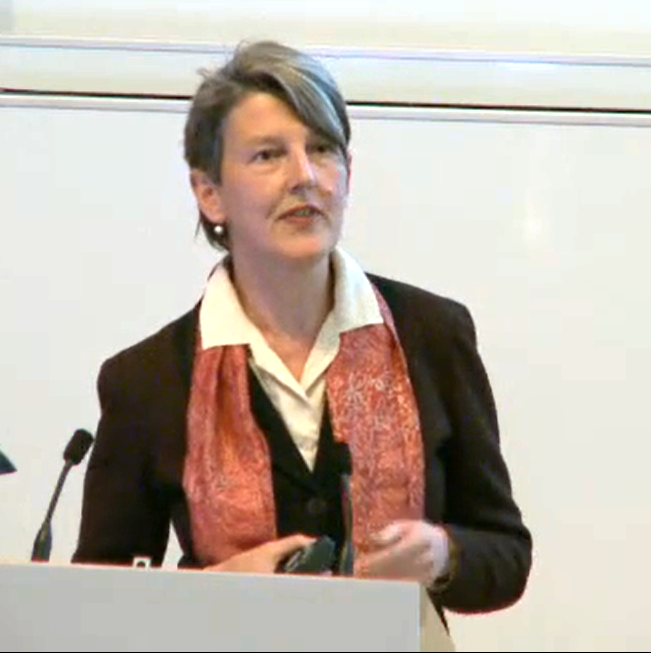
Curtis en Said Business School (Universidad de Oxford) en 2011